# Pieter Pepers jr.
Pieter Pepers jr. (Brugge, 17 april 1761 - Brugge, 10 september 1794) was een beeldhouwer uit de Zuidelijke Nederlanden.

## Levensloop
Pepers jr. was een zoon van de beeldhouwer Pieter Pepers en Joanna Commyn. Hij begon aan een carrière in het verlengde van de activiteiten van zijn vader. Hij studeerde in Brugge en behaalde enkele eerste prijzen aan de Brugse Academie. Hij studeerde verder in Parijs, waar hij op zesentwintigjarige leeftijd in de 'Académie de peinture et de sculpture' werd ingeschreven als 'protégé par M. Suvée'.
Van deze vroeg gestorven kunstenaar zijn een paar beelden en attributen bewaard in de Brugse Sint-Salvatorskathedraal en Onze-Lieve-Vrouwekerk.
Het Gruuthusemuseum bewaart twee putti in steen, getekend P. Pepers, 1787. De Bruggeling van Huerne bezat een door Pepers gemaakt beeld van Neptunus, getekend P. Pepers 1786.
Zijn vroegtijdig overlijden belette dat hij een carrière gelijk aan die van zijn vader kon realiseren.

## Links
- Onze Lieve Vrouw van 't boompje